# Tipula (Lunatipula) falcata
Tipula (Lunatipula) falcata is een tweevleugelige uit de familie langpootmuggen (Tipulidae). De soort komt voor in het Palearctisch gebied.